# 比霍尔龙
比霍尔龙（學名Bihariosaurus）是禽龍類恐龍的一屬，生存於上白堊紀的羅馬尼亞，類似彎龍。模式種是鋁土矿比霍爾龍 ("B. bauxiticus")，是於1989年由Marinescu所描述、命名，目前的状态是无资格名称。

## 外部連結
- https://web.archive.org/web/20090425151715/http://www.thescelosaurus.com/iguanodontia.htm
- 恐龍博物館—比霍爾龍